# اسفنگولیپید

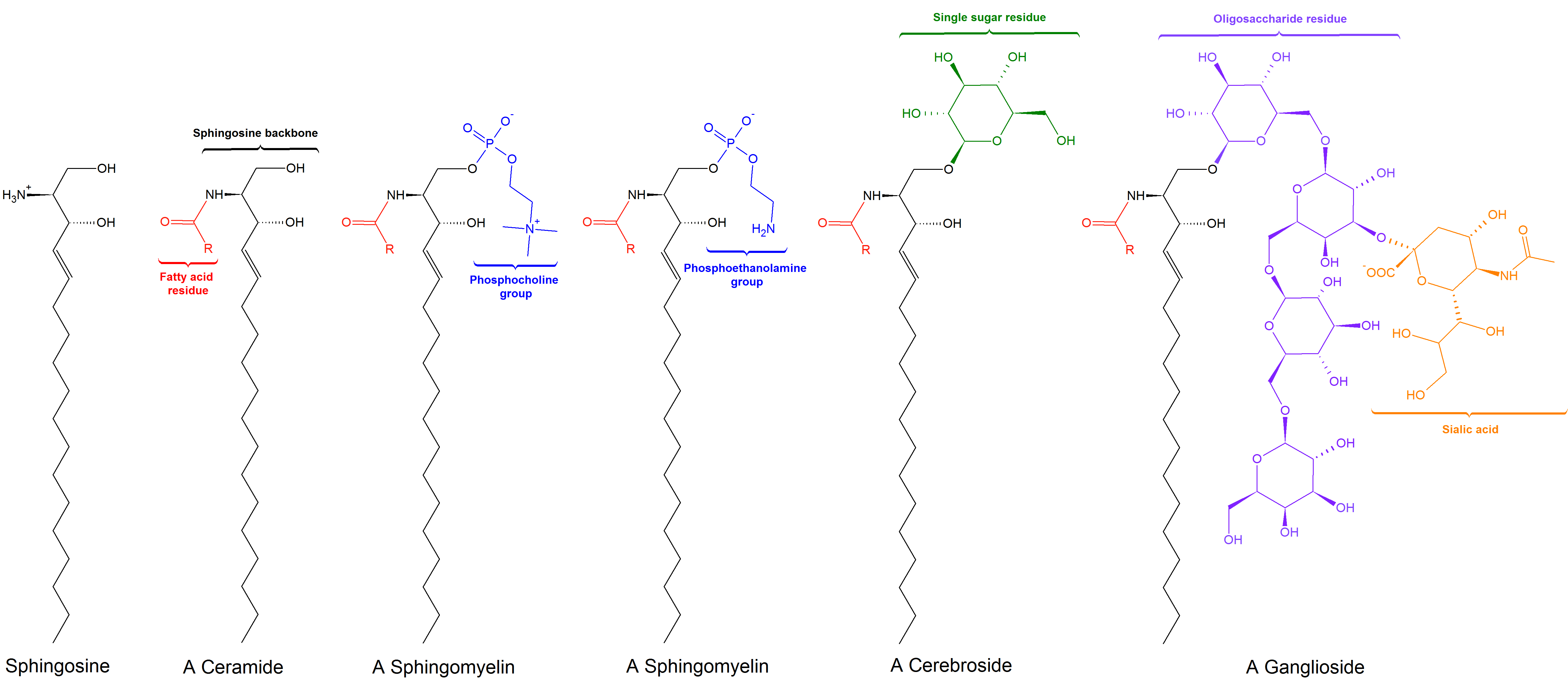

اسفنگولیپید (به انگلیسی: Sphingolipid) یکی از لیپیدهای مرکب است که در بدن جانوران به خصوص در غشای سلول وجود دارد.
در اسفنگولیپیدها الکل آمین‌داری که به الکل اسفنگوزینی معروف اند با اسید چرب استر می‌شوند. (هسته سرامیدی). اسفنگومیلین بیش از ۸۵٪ اسفنگولیپیدهای بدن انسان را تشکیل می‌دهد.
اسفنگولیپیدها دسته ای از لیپیدها هستند که حاوی ستون فقرات بازهای اسفنگوئیدی هستند که مجموعه ای از آمینو الکل های آلیفاتیک هستند که شامل اسفنگوزین می شود. انواع آن سرامیدها، اسفنگومیلین، گلیکواسفنگولیپیدها و سرامیدهای دارای اینوزیتول است. آنها در عصاره های مغز در دهه 1870 کشف شدند و به دلیل ماهیت مرموز آنها به نام ابوالهول اسطوره ای نامگذاری شدند.[1] این ترکیبات نقش مهمی در انتقال سیگنال و شناسایی سلول دارند. اسفنگولیپیدوزها یا اختلالات متابولیسم اسفنگولیپید تأثیر خاصی بر بافت عصبی دارند. اسفنگولیپید با گروه هیدروکسیل انتهایی یک سرامید است. سایر گروه‌های رایج متصل به اتم انتهایی اکسیژن عبارتند از: فسفوکولین که یک اسفنگومیلین تولید می‌کند و مونومرها یا دایمرهای مختلف قند که به ترتیب سربروزیدها و گلوبوزیدها را تولید می‌کنند. سربروزیدها و گلوبوزیدها در مجموع به عنوان گلیکوسفنگولیپید شناخته می شوند.

## ساختار
اسفنگولیپیدها، مجموعه‌های لیپیدی هستند که ساختار هسته آنها به وسیله آمینو الکل بلند زنجیره اسفنگوزین تأمین می‌شود اسفنگوزین دارای دو اتم کربن غیر مشابه است بیشترین غلظت اسفنگولیپیدها، در ماده سفید سیستم اعصاب مرکزی یافت شده‌است.
بازهای با زنجیره بلند، که گاهی اوقات به سادگی به عنوان بازهای اسفنگوئیدی شناخته می شوند، اولین محصولات غیر گذرای سنتز اسفنگولیپیدهای عصبی در مخمر و پستانداران هستند. این ترکیبات، که به طور خاص به عنوان فیتوسفنگوزین و دی هیدروسفینگوزین شناخته می شوند (همچنین به عنوان اسفنگانین شناخته می شوند، [2] اگر چه این اصطلاح کمتر رایج است)، عمدتاً ترکیبات C18 هستند، با سطوح کمی از بازهای C20 و [3]. سرامیدها و گلیکوسفنگولیپیدها مشتقات N-acyl این ترکیبات هستند.[4]
ستون فقرات اسفنگوزین به یک گروه سر (معمولاً) باردار مانند اتانول آمین، سرین یا کولین متصل است.[نیازمند منبع] همچنین، این ستون فقرات به یک گروه آسیلی مانند اسید چرب پیوند آمید دارد.

## انواع
اسفنگولیپیدهای ساده که شامل بازها و سرامیدهای اسفنگوئیدی می شوند، محصولات اولیه مسیرهای مصنوعی اسفنگولیپید را تشکیل می دهند. پایه های اسفنگوئید بلوک های ساختمانی اساسی همه اسفنگولیپیدها هستند. پایه های اسفنگوئیدی پستانداران اصلی دی هیدروسفنگوزین و اسفنگوزین هستند، در حالی که دی هیدروسفنگوزین و فیتوسفنگوزین پایه های اسفنگوئید اصلی در مخمر هستند.[5][6] اسفنگوزین، دی هیدروسفینگوزین و فیتوسفنگوزین ممکن است فسفریله شوند.
سرامیدها، به عنوان یک کلاس کلی، بازهای اسفنگوئید N-آسیله شده هستند که فاقد گروه سر اضافی هستند. دی هیدروسرامید از N-acylation دی هیدروسفینگوزین تولید می شود. دی هیدروسرامید در هر دو سیستم مخمر و پستانداران یافت می شود. سرامید در سیستم های پستانداران از طریق غیراشباع دی هیدروسرامید توسط دی هیدروسرامید دساتوراز 1 (DES1) تولید می شود. این مولکول بسیار فعال زیستی ممکن است فسفریله شود تا سرامید-1-فسفات را تشکیل دهد. فیتوسرامید در مخمر با هیدروکسیلاسیون دی هیدروسرامید در C-4 تولید می شود. اسفنگولیپیدهای پیچیده ممکن است با افزودن گروه های سر به سرامید یا فیتوسرامید تشکیل شوند. اسفنگومیلین ها دارای یک مولکول فسفوکولین یا فسفواتانول آمین با پیوند استری به گروه 1-هیدروکسی سرامید هستند. 

مسیرهای متابولیک اشکال مختلف اسفنگولیپیدها. اسفنگولیپیدوزها در مراحل مربوطه که کمبود دارند نشان‌گذاری می‌شوند.

گلیکوسفنگولیپیدها سرامیدهایی با یک یا چند باقیمانده قند هستند که در یک پیوند β-گلیکوزیدی در موقعیت 1-هیدروکسیل به هم متصل شده اند (تصویر را ببینید).
سربروزیدها دارای یک گلوکز یا گالاکتوز در موقعیت 1-هیدروکسی هستند. سولفاتیدها سربروزیدهای سولفاته هستند. گانگلیوزیدها حداقل سه قند دارند که یکی از آنها باید اسید سیالیک باشد. سرامیدهای حاوی اینوزیتول که از فیتوسرامید به دست می آیند در مخمر تولید می شوند. اینها شامل اینوزیتول فسفریل سرامید، مانوز اینوزیتول فسفریل سرامید و مانوز دی اینوزیتول فسفریل سرامید است.

## عملکرد اسفنگولیپیدهای پستانداران
معمولاً اعتقاد بر این است که اسفنگولیپیدها از سطح سلول در برابر عوامل محیطی مضر با تشکیل یک برگچه بیرونی پایدار مکانیکی و مقاوم در برابر شیمیایی از لایه دولایه لیپیدی غشای پلاسما محافظت می کنند. مشخص شد که برخی از گلیکوسفنگولیپیدهای پیچیده در عملکردهای خاصی مانند تشخیص سلول و سیگنال دهی نقش دارند. تشخیص سلول عمدتاً به خواص فیزیکی اسفنگولیپیدها بستگی دارد، در حالی که سیگنال دهی شامل برهمکنش های خاص ساختار گلیکان گلیکوسفنگولیپیدها با لیپیدهای مشابه موجود در سلول های همسایه یا با پروتئین ها است.
اخیراً، متابولیت های اسفنگولیپید ساده، مانند سرامید و اسفنگوزین-1-فسفات، واسطه های مهمی در آبشارهای سیگنال دهی درگیر در آپوپتوز، تکثیر، پاسخ های استرس، نکروز، التهاب، اتوفاژی، پیری و تمایز نشان داده شده است.[15] [16][17][18][19][20] لیپیدهای مبتنی بر سرامید در غشای سلولی خود انباشته شده و فازهای مجزای مایع کمتری نسبت به فسفولیپیدهای توده تشکیل می دهند. این ریزدامنه‌های مبتنی بر اسفنگولیپید یا «قایق‌های لیپیدی» در ابتدا برای مرتب‌سازی پروتئین‌های غشایی در امتداد مسیرهای سلولی حمل و نقل غشایی پیشنهاد شدند. در حال حاضر، بیشتر تحقیقات بر روی عملکرد سازماندهی در طول انتقال سیگنال متمرکز است.[21]
اسفنگولیپیدها در مسیری سنتز می شوند که از ER شروع می شود و در دستگاه گلژی تکمیل می شود، اما این لیپیدها در غشای پلاسمایی و در اندوزوم ها غنی می شوند، جایی که بسیاری از وظایف خود را انجام می دهند.[22] انتقال از طریق وزیکول ها و انتقال مونومر در سیتوزول انجام می شود. اسفنگولیپیدها عملاً در میتوکندری و ER وجود ندارند، اما یک کسر مولی 20-35 از لیپیدهای غشای پلاسما را تشکیل می دهند.[23]
در حیوانات آزمایشی، تغذیه با اسفنگولیپیدها سرطان زایی روده بزرگ را مهار می کند، کلسترول LDL را کاهش می دهد و کلسترول HDL را افزایش می دهد.[24]

## سایر اسفنگولیپیدها
اسفنگولیپیدها در یوکاریوت‌ها به فراوانی وجود دارند اما در باکتری ها و باستانی ها نادر هستند، به این معنی که از نظر تکاملی بسیار قدیمی هستند. باکتری هایی که اسفنگولیپیدها را تولید می کنند در برخی از اعضای گروه FCB superphylum (Sphingobacteria) به ویژه خانواده Sphingomonadaceae، برخی از اعضای Bdellovibrionota و برخی از اعضای Myxococcota یافت می شوند.[25]

### اسفنگولیپیدهای مخمر
به دلیل پیچیدگی باورنکردنی سیستم های پستانداران، مخمر اغلب به عنوان یک ارگانیسم مدل برای ایجاد مسیرهای جدید استفاده می شود. این موجودات تک سلولی اغلب از نظر ژنتیکی بیشتر از سلول‌های پستانداران قابل انتقال هستند، و کتابخانه‌های سویه‌ای برای عرضه سویه‌هایی در دسترس هستند که تقریباً هر گونه حذف یک فریم خواندن باز غیر کشنده را در خود جای داده‌اند. دو مخمر رایج‌ترین مورد استفاده ساکارومایسس سرویزیه و شیزوساکارومایسس پومبه هستند، اگرچه تحقیقات در مورد مخمر بیماری‌زا کاندیدا آلبیکنس نیز انجام شده است.[نیازمند منبع]
علاوه بر عملکردهای ساختاری مهم اسفنگولیپیدهای پیچیده (اینوزیتول فسفریل سرامید و مشتقات مانوسیله آن)، بازهای اسفنگوئیدی فیتوسفنگوزین و دی هیدروسفنگوزین (اسفنگانین) نقش سیگنالینگ حیاتی را در S. cerevisiae ایفا می کنند. این اثرات شامل تنظیم اندوسیتوز، پروتئولیز وابسته به یوبیکوئیتین (و بنابراین، تنظیم جذب مواد مغذی [26])، پویایی اسکلت سلولی، چرخه سلولی، ترجمه، اصلاح پروتئین پس از ترجمه، و پاسخ استرس گرمایی است.[27] علاوه بر این، مدولاسیون متابولیسم اسفنگولیپید توسط سیگنال دهی فسفاتیدیل (4،5)-بیس فسفات از طریق Slm1p و Slm2p و کلسینورین اخیراً شرح داده شده است.[28] علاوه بر این، یک برهمکنش در سطح بستر بین سنتز اسفنگولیپید پیچیده و چرخه فسفاتیدیلینوزیتول 4-فسفات توسط فسفاتیدیلینوزیتول کیناز Stt4p و لیپید فسفاتاز Sac1p نشان داده شده است.[29]

### اسفنگولیپیدهای گیاهی
گیاهان عالی نسبت به حیوانات و قارچ ها دارای تنوع بیشتری از اسفنگولیپیدها هستند.[نیازمند منبع]

## اختلالات
نوشتار اصلی: اسفنگولیپیدوزها
چندین اختلال در متابولیسم اسفنگولیپید وجود دارد که به اسفنگولیپیدوز معروف است. اعضای اصلی این گروه عبارتند از: بیماری نیمن پیک، بیماری فابری، بیماری کرابه، بیماری گوچر، بیماری تای ساکس و لوکودیستروفی متاکروماتیک. آنها به طور کلی به روش اتوزومال مغلوب به ارث می رسند، اما به ویژه بیماری فابری به X مرتبط است. در مجموع، شیوع اسفنگولیپیدوزها تقریباً 1 در 10000 است، اما در جمعیت های خاصی مانند یهودیان اشکنازی بسیار بیشتر است. درمان جایگزین آنزیمی برای درمان بیماری فابری و بیماری گوچر عمدتاً در دسترس است و افراد مبتلا به این نوع اسفنگولیپیدوزها ممکن است تا بزرگسالی به خوبی زندگی کنند. انواع دیگر به طور کلی در سنین 1 تا 5 سالگی برای اشکال نوزادی کشنده هستند، اما پیشرفت ممکن است برای اشکال شروع نوجوانی یا بزرگسالی خفیف باشد.[نیاز به منبع]
اسفنگولیپیدها همچنین با پروتئین فراتاکسین (Fxn) که کمبود آن با آتاکسی فریدریش (FRDA) مرتبط است، دخیل هستند. از دست دادن Fxn در سیستم عصبی در موش‌ها همچنین مسیر آهن/اسفنگولیپید/PDK1/Mef2 را فعال می‌کند که نشان می‌دهد این مکانیسم از نظر تکاملی حفظ شده است. علاوه بر این، سطوح اسفنگولیپید و فعالیت PDK1 نیز در قلب بیماران FRDA افزایش می‌یابد که نشان می‌دهد مسیر مشابهی در FRDA تحت تأثیر قرار می‌گیرد.[30] تحقیقات دیگر نشان داده است که تجمع آهن در سیستم عصبی مگس ها باعث افزایش سنتز اسفنگولیپیدها می شود که به نوبه خود پروتئین کیناز-1 وابسته به 3-فسفوئینوزیتید (Pdk1) و فاکتور تقویت کننده میوسیت 2 (Mef2) را فعال می کند تا باعث تخریب گیرنده های نوری بالغین شود. [31]
اسفنگولیپیدها نقش کلیدی در بقای عصبی در بیماری پارکینسون (PD) دارند و تغییر مسیر کاتابولیک آنها در مغز تا حدی در مایع مغزی نخاعی و بافت‌های خون نشان داده می‌شود (جدول 1) و دارای پتانسیل تشخیصی هستند.[32]

## تصاویر اضافی

Sphingosine-1-phosphate

Sphingosin2

Sphingosin-1-phosphat

Sphingosine structure